# Calypogeia integristipula
Calypogeia integristipula ist eine Lebermoos-Art aus der Familie Calypogeiaceae. Deutsche Namen sind Ganzstipeliges Bartkelchmoos, Humus-Azurlebermoos oder Ungeteiltblättriges Bartkelchmoos.

## Merkmale
Diese Art wächst in meist hellgrünen Rasen. Die einzelnen Pflanzen sind niederliegend, 2 bis 4 Millimeter breit und bis 6 Zentimeter lang. Die Blätter sind eiförmig und mehr oder weniger an der Basis am breitesten, die Spitze ist schmal abgerundet. Die Blattzellen sind isodiametrisch, dünnwandig und zirka 24 bis 45 mal 30 bis 60 Mikrometer groß. Die Zellen am Blattrand sind kaum verschieden, höchstens einzelne tangential verlängert, sie bilden jedoch keinen deutlichen Saum. In allen Blattzellen sind wasserhelle, aus zarten Tröpfchen zusammengesetzte Ölkörper vorhanden. Die Unterblätter sind rundlich, schwach ausgerandet bis ungeteilt und bis drei- oder viermal so breit wie das Stämmchen. Die Geschlechterverteilung ist monözisch. Sporogone sind selten, Brutkörper werden hingegen oft und reichlich gebildet.

## Taxonomie
Calypogeia integristipula ist der ähnlichen Calypogeia neesiana nahestehend. Die Ansichten, ob es sich um zwei eigenständige Arten oder nur um Varietäten handelt, gehen zum Teil auseinander. Einige Unterscheidungsmerkmale gegenüber Calypogeia neesiana sind: größere Wuchsform, kein oder nur undeutlicher Blattsaum, Ölkörper auch in den Zellen der Blattmitte vorhanden, Unterblätter sind nicht V-förmig eingeschnitten. Eine sichere Unterscheidung ist nicht immer möglich, da die einzelnen Merkmale beträchtlich variieren können.

## Standortansprüche
Die Wuchsorte dieser Art sind kalkfrei bis schwach basisch. Oft wird stärker zersetztes Totholz besiedelt, weiters saure Erdstandorte in Wäldern, Rohhumus, offene Torfböden in Mooren, Blockhalden, humose Silikatfelsen oder Stammbasen von Gehölzen.

## Verbreitung
In Österreich ist die Art die häufigste der Gattung und im Gesamtgebiet verbreitet. Die Höhenverbreitung reicht von kollin bis alpin.
Das weltweite Verbreitungsgebiet sind die gemäßigten Zonen der Nordhalbkugel. In Europa ist das Mittelmeergebiet ausgenommen; weitere Vorkommen gibt es im Kaukasus, in Sibirien, in China und Japan, auf den Azoren und im nördlichen Nordamerika sowie auf Grönland.